# Caragoudes
Caragoudes este o comună în departamentul Haute-Garonne din sudul Franței. În 2009 avea o populație de 235 de locuitori.

## Evoluția populației
| An        | 1975 | 1982 | 1990 | 1999 | 2006 | 2009 |
| --------- | ---- | ---- | ---- | ---- | ---- | ---- |
| Populație | 138  | 152  | 166  | 213  | 239  | 235  |